# Thaumatogelis inexspectatus
Thaumatogelis inexspectatus är en stekelart som beskrevs av Schwarz 2001. Thaumatogelis inexspectatus ingår i släktet Thaumatogelis och familjen brokparasitsteklar. Inga underarter finns listade i Catalogue of Life.